# Werner (Radsportteam)
Werner war ein spanisches Radsportteam, das von 1969 bis 1972 bestand.

## Geschichte
Das Team wurde 1967 von Gabriel Verd gegründet. Im ersten Jahr konnte neben den Siegen ein dritter Platz bei der Aragon-Rundfahrt und Platz 4 bei der Valencia-Rundfahrt erzielt werden. 1970 wurden zweite Plätze bei der Kantabrien-Rundfahrt, beim GP Cuprosan, beim Grand Prix Midi Libre, der Aragon-Rundfahrt und der Vuelta a España erreicht. 1971 nahm das Team das einzige Mal an der Tour de France teil. Hier konnte Platz 13 in der Gesamtwertung erwirken. Weitere Ergebnisse waren Platz 2 bei der Vuelta a La Rioja, Klasika Primavera de Amorebieta und Gran Premio Pascuas, Platz 3 bei der Vuelta a Mallorca, Prueba Villafranca de Ordizia und der Asturien-Rundfahrt.  1972 wurde Platz 2 bei der Clásica de Sabiñánigo, beim Gran Premio de Llodio, der Vuelta a Mallorca, der Vuelta a La Rioja sowie Platz 3 beim GP Viscaya, dem Premio Nuestra Señora de Oro und der Vuelta a España realisiert. Nach der Saison 1972 löste sich das Team auf.
Hauptsponsor war der gleichnamige spanische Hersteller für Fernsehgeräte.

## Erfolge
1969
- eine Etappe Andalusien-Rundfahrt
- Gesamtwertung und eine Etappe Cinturón a Mallorca

1970
- vier Etappen, Teamwertung und  Bergwertung Vuelta a España
- Valencia-Rundfahrt
- Gesamtwertung Andalusien-Rundfahrt
- Gesamtwertung und zwei Etappen Cinturón a Mallorca
- Gesamtwertung und eine Etappe Baskenland-Rundfahrt
- Gesamtwertung und eine Etappe Valencia-Rundfahrt
- Gesamtwertung und zwei Etappen Vuelta a los Valles Mineros
- zwei Etappen und Sprintwertung Katalonien-Rundfahrt
- eine Etappe Grand Prix Midi Libre
- eine Etappe Vuelta a Mallorca
- Gesamtwertung GP Leganés
- Trofeo Masferrer
- Trofeo San José
- Gran Premio Muñecas de Famosa

1971
- Gesamtwertung und vier Etappen Aragon-Rundfahrt
- Gesamtwertung und zwei Etappen Valencia-Rundfahrt
- eine Etappe und Teamwertung Vuelta a España
- eine Etappe Setmana Catalana de Ciclisme
- zwei Etappen Vuelta a los Valles Mineros
- zwei Etappen Vuelta a La Rioja
- Gesamtwertung und eine Etappe GP Leganés
- Clásica de Sabiñánigo
- Premio Nuestra Señora de Oro

1972
- drei Etappen Vuelta a España
- Gesamtwertung Asturien-Rundfahrt
- eine Etappe Baskenland-Rundfahrt
- Klasika Primavera de Amorebieta
- Trofeo Elola

## Wichtige Platzierungen
| Grand Tour            | 1969 | 1970 | 1971 | 1972 |
| --------------------- | ---- | ---- | ---- | ---- |
| Vuelta a EspañaVuelta | –    | 2    | 7    | 3    |
| Tour de FranceTour    | –    | –    | 13   | –    |

| Monument        | 1969 | 1970 | 1971 | 1972 |
| --------------- | ---- | ---- | ---- | ---- |
| Mailand–Sanremo | –    | –    | 23   | 21   |

## Bekannte Fahrer
- Agustín Tamames (1970–1972)
- Ramón Sáez (1970–1971)
- José Gómez Lucas (1971–1972)